# 拉卡罗利纳
拉卡罗利纳，是西班牙安达卢西亚自治区哈恩省的一个市镇。总面积201平方公里，总人口14780人（2001年），人口密度74人/平方公里。